# Hiebsreife
Der Ausdruck  Hiebsreife, Hiebreife, Schlagreife (lokal auch Haubarkeit oder in Österreich Schlägerungsreife) bezeichnet in der Forstwirtschaft das Erreichen eines wirtschaftlichen Zieles, nach dem die Holzernte eingeleitet wird.
Der Begriff kann sich auf einen Bestand oder auf einen Einzelbaum beziehen. Im letzteren Fall liegt die Hiebsreife in der Regel vor, wenn der Baum einen gewissen Durchmesser erreicht hat. Dieser Durchmesser wird auch Zielstärke oder Zieldurchmesser genannt und kann je nach Baumart und Wirtschaftsziel variieren. 
Bestände werden als hiebsreif bezeichnet, wenn die Bestandesmitglieder (Bäume) im Durchschnitt eine gewisse Stärke erlangt haben und die zu erwartende Sortenzusammensetzung dem forstlichen Betriebsziel entspricht.